# William J.P. MacMillan
Pour les articles homonymes, voir MacMillan.
Ne doit pas être confondu avec William McMillan, tireur américain
William Joseph Parnell MacMillan (né le 24 mars 1881, décédé le 7 décembre 1957) était un homme politique canadien qui fut premier ministre de la province de l'Île-du-Prince-Édouard de 1933 à 1935.